# 피치 퍼펙트 3
《피치 퍼펙트 3》(영어: Pitch Perfect 3)는 2017년 개봉한 미국의 뮤지컬, 코미디 영화이다. 트리시 시에가 감독을, 케이 캐논이 각본을 맡았다. 《피치 퍼펙트》 시리즈의 세 번째 영화이자 《피치 퍼펙트: 언프리티 걸즈》의 후속편이다.

## 출연진
- 안나 켄드릭 - 베카 미첼 역
- 리벨 윌슨 - 패트리샤 "팻 에이미" 역
- 브리트니 스노 - 클로이 비엘 역
- 애나 캠프 - 오브리 포즌 역
- 헤일리 스타인펠드 - 에밀리 정크 역
- 알렉시스 냅 - 스테이시 코널드 역
- 하나 메이 리 - 릴리 오나쿠라마 역
- 이스터 딘 - 신시아로즈 애덤스 역
- 크리시에 피트 - 플로렌시아 "플로" 푸엔테스 역
- 켈리 제이클 - 제시카 스미스 역
- 셸리 레그너 - 애슐리 존스 역
- 앤디 얼로 - 체리티 역
- 엘리자베스 뱅크스 - 게일 애버내시-맥캐든-파인베르거 역
- 루비 로즈 - 캘러미티 역
- DJ칼리드 - 본인